# Castilleja saltensis
Castilleja saltensis är en snyltrotsväxtart som beskrevs av Eastwood. Castilleja saltensis ingår i släktet målarborstar, och familjen snyltrotsväxter. Inga underarter finns listade i Catalogue of Life.